# The Sea Ahead
The Sea Ahead (in arabo لبحر أمامكم‎?, Al-Baḥr ʾamāmakum, "Il mare davanti a voi") è un film drammatico del 2021 diretto e sceneggiato dal regista libanese Ely Dagher.

## Trama
Jana ritorna senza preavviso a Beirut dai suoi genitori dopo due anni trascorsi a Parigi all'università. Jana appare depressa e taciturna, delusa per il degrado di Beirut, dispiaciuta perché dall'abitazione di famiglia non si veda più il mare. Incontra Adam, il suo ex fidanzato; nonostante i due cerchino di ritrovare la passata intimità, entrambi sembrano però vicendevolmente delusi, incapaci di dialogare e prestare attenzione reciproca ai rispettivi sentimenti. Nessuno di loro riesce a trovare spiegazioni per queste situazioni di incomprensione e incomunicabilità.

## Produzione
La sceneggiatura iniziò nel 2015 e le riprese nei primi mesi del 2020. Il film fu prodotto da Andolfi e coprodotto da Beachside, Abbout Productions, Wrong Men e Beaver and Beaver. Il film era in fase di montaggio nell'agosto 2020 quando si verificò l'esplosione di Beirut. 
Il titolo provvisorio del film era "Harvest" e con questo titolo partecipò all'ottava edizione del Final Cut in Venice ottenendo il 9 Settembre 2020 il premio al miglior film in post-produzione con la motivazione «Per la forza della sua proposta cinematografica, per il suo sguardo originale volto alle questioni esistenziali delle nuove generazioni nel suo paese oggi»; in questa occasione la Rai acquistò i diritti biennali di messa in onda. 
Il film fu presentato al Festival di Cannes 2001 nella sezione Quinzaine des Réalisateurs. Il film fu selezionato per il premio Caméra d'or..
In Italia è stato trasmesso in prima visione tv assoluta su Rai 5 la sera del 17 settembre 2024 in lingua originale sottotitolata.